# Хольст, Эрик фон
Эрик фон Хольст (эст. Erik (Johannes) Holst, нем. Erick (Johann) von Holst, 30 августа 1894, Вайвара, Эстония — 31 мая 1962 Ойтин, Западная Германия) — эстонский и немецкий яхтсмен, участник Олимпийских игр 1936, конструктор буеров.

## Биография
В детстве вместе с родителями переехал на северо-запад Эстляндской губернии, учился в гимназии уезда Харьюмаа и позднее в церковно-приходской школе Таллина. Экзамен на аттестат зрелости сдавал в Санкт-Петербурге.
Во время Первой мировой войны был призван в Русскую императорскую армию в 1917 году. Окончил Теоретические авиационные курсы при Петроградском политехническом институте и военное училище в Петергофе.
После войны вернулся в Эстонию и поступил в компанию  Rotermann. Директор компании Кристиан Ротерман увлекался парусным спортом, которому Эрик также посвящал много свободного времени. В 1919 году Хольст вступил в Эстонский морской парусный союз, в 1922 году стал членом правления союза. Многократный чемпион Эстонской Республики по парусному спорту в 1930-е годы. В 1936 году был участником летних Олимпийских игр и занял 17-е место в классе Олимпик.
Долгие годы Эрик фон Хольст культивировал буерный спорт. В 1925 году он опубликовал в Берлине свою книгу «The Ice Yacht (Буер)». В 1928 году вместе с энтузиастами Германии, Латвии и Литвы он основал Европейский буерный союз (Europäische Eissegel Union). В период 1930-35 годов интенсивно занимался проектированием и производством яхт и буеров. В 1932 году Хольст сконструировал модель двухместного буера «Монотип-XV» с площадью паруса 15 м² и великолепными аэродинамическими параметрами. Этот класс с небольшими изменениями культивируется и в ХХI-м веке.
В 1934 году Хольст переехал в Мемель, где тренировал местных энтузиастов буерного спорта.
В 1939 году вместе с семьёй эмигрировал в Германию. В начале 1940 года он организовал Балтийский парусный союз (нем. Baltische Segler-Vereinigung), куда вошли пять яхт-клубов, членами которых были эмигранты из Латвии и Эстонии. В период 1940—1946 и 1953—1962 годов Хольст избирался командором союза.
Супруга Хольста — Карина фон Хольст, также была любителем буерного спорта и была победителем соревнований в классе 12 м².